# Synnøve Berntsen
Synnøve Berntsen – norweska biathlonistka. W Pucharze Świata zadebiutowała 26 stycznia 1989 roku w Ruhpolding, gdzie zajęła czwarte miejsce w biegu indywidualnym. Tym samym już w swoim debiucie zdobyła pierwsze punkty. Walkę o trzecie miejsce przegrała z Jeleną Gołowiną. Nigdy nie stanęła na podium w zawodach indywidualnych. Najlepsze wyniki osiągnęła w sezonie 1988/1989, kiedy zajęła 19. miejsce w klasyfikacji generalnej. W 1989 roku wystąpiła na mistrzostwach świata w Feistritz, gdzie zajęła siódme miejsce w biegu indywidualnym. Był to jej jedyny start na międzynarodowej imprezie tej rangi. Nigdy nie brała udziału w igrzyskach olimpijskich.

## Osiągnięcia

### Mistrzostwa świata
| Rok  | Miejscowość | Konkurencje | Konkurencje | Konkurencje | Konkurencje | Konkurencje | Konkurencje | Konkurencje |
| Rok  | Miejscowość | IN          | SP          | PU          | MS          | RL          | MR          | SR          |
| ---- | ----------- | ----------- | ----------- | ----------- | ----------- | ----------- | ----------- | ----------- |
| 1989 | Feistritz   | 7.          | –           | nd.         | nd.         | –           | nd.         | –           |

### Puchar Świata

#### Miejsca w klasyfikacji generalnej
| Sezon     | Miejsce |
| --------- | ------- |
| 1988/1989 | 19.     |

#### Miejsca na podium chronologicznie
Berntsen nigdy nie stanęła na podium indywidualnych zawodów PŚ.